# Metopa longirama
Metopa longirama är en kräftdjursart som beskrevs av Henry Fowler Dunbar 1942. Metopa longirama ingår i släktet Metopa och familjen Stenothoidae. Inga underarter finns listade i Catalogue of Life.